# Джавадов, Вагиф Физули оглы
Ваги́ф Физули оглы́ Джава́дов (азерб. Vaqif Fizuli oğlu Cavadov; 25 мая 1989, Баку) — азербайджанский футболист, нападающий. Имеет также российское гражданство. Главный тренер ФК «Сумгаит» (с 2024).

## Карьера
В футбол начал играть в возрасте 7 лет в детской футбольной школе (СДЮШОР) Баку. Первый тренер — Вагиф Пашаев. В 11 лет перешёл в ДЮСШ ЦСКА в Москве. Тренером был Владимир Александрович Кобзарь. По словам тренера Валерия Викентьевича Минько, у Вагифа функционирует всего одна почка, но это не помешало ему играть в футбол на профессиональном уровне.

### Клубная
Выступал в составе дублёров московского ЦСКА.
С 2007 года защищал цвета основного состава команды азербайджанской премьер-лиги «Карабах».
В 2009 году подписал 3-летний контракт с нидерландским «Твенте», получил игровой номер 7. После этого перешёл в аренду в клуб «Баку», затем в нижегородскую «Волгу». В январе 2012 года покинул клуб, предварительно разорвав договор из-за задержек с выплатами по контракту. В качестве свободного агента вернулся в Азербайджан. 17 января 2012 года подписал контракт с «Карабахом».

### В сборной
С 2006 года защищал цвета национальной сборной Азербайджана. В команде выступал под № 7. Дебютная игра в составе сборной состоялась 18 мая 2006 года в Кишинёве, во время товарищеского матча со сборной Молдовы, завершившегося вничью 0:0. В 2009 году в рамках отборочного турнира ЧМ-2010 забил единственный гол в ворота сборной России (матч завершился со счётом 1:1).
В матче Азербайджан — Россия, состоявшемся в Баку 15 октября 2013 года в рамках отборочного турнира ЧМ-2014, сравнял счёт на последних минутах, вновь став автором единственного гола сборной (матч также завершился со счётом 1:1).
7 октября 2011 года, после поражения сборной от Австрии (1:4), отказался от выступлений за команду. 8 августа 2012 года возвратился в национальную команду.

### В качестве тренера
Возглавлял дубль команды «Сумгаит».
14 октября 2024 года назначен и. о. главного тренера ФК «Сумгаит». 28 декабря 2024 года подписал контракт с «Сумгаитом» сроком на 2,5 года. Однако 12 мая 2025 года Джавадов покинул пост главного тренера команды.

## Достижения

### Командные
«Карабах» (Агдам)
- Обладатель Кубка Азербайджана: 2009[10]

«Твенте»
- Чемпион Нидерландов: 2009/10[11]

### Личные
- Лучший футболист Азербайджана: 2009

## Семья
Сын Физули Джавадова, экс-игрока СКА (Ростов-на-Дону), племянник Искандера Джавадова. Двоюродный брат Ильгара Гурбанова.